# Cholothorax
Cholothorax – termin medyczny, określający obecność żółci w jamie opłucnowej, co jest najczęściej wynikiem występowania przetoki pomiędzy jamą opłucnową a drogami żółciowymi. W diagnostyce konieczne jest zbadanie próbki płynu opłucnowego.